# غاري هاسلر
غاري هاسلر (بالإنجليزية: Gary Hasler)‏ (5 مايو 1970 بأستراليا - ) هو لاعب كرة قدم أسترالي في مركز الوسط، شارك في الألعاب الأولمبية الصيفية 1992. وشارك مع منتخب أستراليا الوطني لكرة القدم تحت 23 سنة ومنتخب أستراليا لكرة القدم. أما مع النوادي، فقد لعب مع نادي جنوب ملبورن وهايدلبرغ يونايتد ‏ وCaroline Springs George Cross FC ‏.

## وصلات خارجية
- غاري هاسلر على موقع الاتحاد الدولي (مؤرشف)  (الإنجليزية)
- غاري هاسلر على موقع قاعدة بيانات كرة القدم.إي يو (الإنجليزية)
- غاري هاسلر على موقع أوليمبيديا (الإنجليزية)
- غاري هاسلر على موقع اللجنة الأولمبية الأسترالية (الإنجليزية)